# Baphia punctulata
Baphia punctulata är en ärtväxtart som beskrevs av Hermann August Theodor Harms. Baphia punctulata ingår i släktet Baphia och familjen ärtväxter.

## Underarter
Arten delas in i följande underarter:
- B. p. descampsii
- B. p. palmensis
- B. p. punctulata